# جورج لو (رجل أعمال)
جورج لو (بالإنجليزية: George Law)‏ هو شخصية أعمال أمريكي، ولد في 25 أكتوبر 1806 في جاكسون في الولايات المتحدة، وتوفي في 18 نوفمبر 1881 في نيويورك في الولايات المتحدة.